# Gilles Müller
Gilles Müller (Schifflange, 9 de Maio de 1983) é um tenista profissional luxemburguês.
Muller, venceu um Aberto dos Estados Unidos juvenil, em 2001, um dos maiores nomes do tênis de Luxemburgo, fez quartas-de-finais no US Open em 2008 e do torneio de Wimbledon em 2017.

## ATP finais

### Simples: 5 (2–3)
| Legenda                           |
| --------------------------------- |
| Grand Slam (0–0)                  |
| ATP World Tour Finals (0–0)       |
| ATP World Tour Masters 1000 (0–0) |
| ATP World Tour 500 Series (0–0)   |
| ATP World Tour 250 Series (1–3)   |

| Títulos por Piso |
| ---------------- |
| Duro (0–3)       |
| Saibro (0–0)     |
| Grama (1–0)      |
| Carpete (0–0)    |

| Resultado | N. | Data             | Torneio                                    | Piso | Oponente       | Placar             |
| --------- | -- | ---------------- | ------------------------------------------ | ---- | -------------- | ------------------ |
| Vice      | 1. | Agosto 16, 2004  | Legg Mason Tennis Classic, Washington, EUA | Duro | Lleyton Hewitt | 3–6, 4–6           |
| Vice      | 2. | Julho25, 2005    | Countrywide Classic, Los Angeles, EUA      | Duro | Andre Agassi   | 4–6, 5–7           |
| Vice      | 3. | Julho 22, 2012   | BB&T Atlanta Open, Atlanta, EUA            | Duro | Andy Roddick   | 6–1, 6–7(2–7), 2–6 |
| Campeão   | 4. | 14 Janeiro, 2017 | Apia International, Sydney, Austrália      | Duro | Daniel Evans   | 7–6(7–5), 6–2      |
| Campeão   | 5. | 18 Junho, 2017   | Libema Open, S-Hertogenbosch, Holanda      | Duro | Ivo Karlovic   | 7–6(7–5), 7–6(7–4) |

## Simples

### Vitórias (9)
| Legenda (Simples)      |
| Grand Slam (0)         |
| Tennis Masters Cup (0) |
| ATP Masters Series (0) |
| ATP Tour (0)           |
| Challengers (5)        |
| Futures (4)            |

| N. | Data               | Torneio                  | Piso   | Oponente na final  | Placar          |
| 1  | Abril 9, 2001      | Cidade do Kuwait, Kuwait | Duro   | Hermes Gamonal     | 4–6, 7–63, 7–66 |
| 2  | Fevereiro 11, 2002 | Glasgow, Reino Unido     | Duro   | Maximilian Abel    | 7–64, 7–63      |
| 3  | Abril 22, 2002     | Montego Bay, Jamaica     | Duro   | Julien Cassaigne   | 6–3, 7–64       |
| 4  | Agosto 26, 2002    | Florianopolis, Brasil    | Saibro | Rodrigo Monte      | 3–6, 7–66, 6–1  |
| 5  | Julho 21, 2003     | Valladolid, Espanha      | Duro   | Iván Navarro       | 6–4, 6–3        |
| 6  | Abril 19, 2004     | Napoli, Italia           | Saibro | Arnaud di Pasquale | 7–67, ¹6–7, 6–1 |
| 7  | Junho 28, 2004     | Córdoba, Espanha         | Duro   | Nicolás Almagro    | 6–1, 6–2        |
| 8  | Abril 7, 2008      | Humacao, Porto Rico      | Duro   | Iván Miranda       | 7–5, 7–62       |
| 9  | Maio 26, 2008      | Izmir, Turkquia          | Duro   | Kristian Pless     | 7–5, 6–3        |

### Vices (8)
| N. | Data             | Torneio                   | Piso   | Oponente na final  | Placar         |
| 1. | Abril 21, 2003   | Napoli, Italia            | Saibro | Richard Gasquet    | 6–4, 6–4       |
| 2. | Março 29, 2004   | Salinas, Equador          | Duro   | Alejandro Falla    | 56–7, 6–2, 6–2 |
| 3. | Junho 21, 2004   | Andorra la Vella, Andorra | Duro   | Kevin Kim          | 6–4, 6–0       |
| 4  | Agosto 16, 2004  | Washington D.C., EUA      | Duro   | Lleyton Hewitt     | 6–3, 6–4       |
| 5. | Julho 25, 2005   | Los Angeles, EUA          | Duro   | Andre Agassi       | 6–4, 7–5       |
| 6. | Abril 17, 2006   | Bermuda                   | Saibro | Fernando Vicente   | 2–6, 6–2, 7–63 |
| 7. | Outubro 8, 2007  | Rennes, França            | Duro   | Philipp Petzschner | 6–3, 6–4       |
| 8. | Outubro 15, 2007 | Kolding, Dinamarca        | Duro   | Lukáš Lacko        | 7–63, 6–4      |

## Duplas

### Vitórias (2)
| Legenda (Simples)      |
| Grand Slam (0)         |
| Tennis Masters Cup (0) |
| ATP Masters Series (0) |
| ATP Tour (0)           |
| Challengers (1)        |
| Futures (1)            |

| N. | Data           | Torneio                          | Piso   | Parceiro             | Oponentes na final                    | Placar   |
| 1. | Agosto 6, 2001 | Cidade de Luxemburgo, Luxemburgo | Saibro | Mike Scheidweiler    | Steve Adamson Raoul Snijders          | 6–4, 6–3 |
| 2. | Junho 21, 2004 | Andorra la Vella, Andorra        | Duro   | Aisam-ul-Haq Qureshi | Santiago González Alejandro Hernández | 6–3, 7–5 |

### Vices (6)
| N. | Data               | Torneio              | Piso    | Parceiro             | Oponentes na final                   | Placar        |
| 1  | Fevereiro 11, 2002 | Glasgow, Reino Unido | Duro    | Mike Scheidweiler    | Yves Allegro Arnaud Fontaine         | 6–3, 6–4      |
| 2  | Janeiro 24, 2005   | Heilbronn, Alemanha  | Carpete | Gilles Elseneer      | Sébastien de Chaunac Michal Mertiňák | 6–2, 3–6, 6–3 |
| 3  | Junho 27, 2005     | Córdoba, Espanha     | Duro    | Nicolas Mahut        | Sergiy Stakhovsky Vladimir Voltchkov | 7–5, 5–7, 6-1 |
| 4  | Fevereiro 19, 2007 | Besancon, França     | Duro    | Grégory Carraz       | Christopher Kas Alexander Peya       | 6–4, 6–4      |
| 5  | Julhi 30, 2007     | Segovia, Espanha     | Duro    | Michel Kratochvil    | Rohan Bopanna Aisam-ul-Haq Qureshi   | 7–68, 6–3     |
| 6  | Abril 28, 2008     | Lanzarote, Espanha   | Duro    | Aisam-ul-Haq Qureshi | Rik de Voest Łukasz Kubot            | 6–2, 7–62     |